# Theodor Wiegand
Pour les articles homonymes, voir Wiegand.
 (octobre 2018).
Theodor Wiegand est un archéologue allemand, né le 30 octobre 1864 à Bendorf sur le Rhin, mort le 19 décembre 1936 à Berlin.
Ses travaux ont principalement porté sur l'Asie Mineure : Didymes, Milet, Priène.

## Biographie
Wiegand a étudié à l'université Louis-et-Maximilien de Munich, à l'université Humboldt de Berlin, et à l'université de Fribourg-en-Brisgau. En 1887, il devient membre du Corps Suevia München (de). En 1894, il travailla sous la direction de Wilhelm Dörpfeld sur les fouilles de l'Acropole d'Athènes. De 1895 à 1899, il fouilla l'ancienne cité grecque de Priène ; de 1899 à 1911, celle de Milet ; puis, de 1905 à 1911, prit part aux fouilles du sanctuaire d'Apollon à Didymes et, de 1910 à 1911, à celles de Samos. À Pergame, il découvrit, en 1927, les arsenaux de l'acropole et fouilla le grand sanctuaire d'Asclépios situé à l'extérieur de la ville. Il a également mené des fouilles à Baalbek au Liban.
De 1899 à 1911, il occupa, pour le compte des musées de Berlin, les postes de directeur extérieur et d'attaché scientifique auprès de l'ambassade d'Allemagne à Constantinople. De 1912 à 1930, il fut directeur du département des antiquités des musées de Berlin et contribua fortement au développement du musée de Pergame, consacré à l'architecture antique.